# Chilotrogus dehradunus
Chilotrogus dehradunus är en skalbaggsart som beskrevs av Mittal 1988. Chilotrogus dehradunus ingår i släktet Chilotrogus och familjen Melolonthidae. Inga underarter finns listade i Catalogue of Life.